# Tjuvtjärnarna (Ströms socken, Jämtland, 712141-146508)
Tjuvtjärnarna är en sjö i Strömsunds kommun i Jämtland och ingår i Ångermanälvens huvudavrinningsområde.